# Maldon
Maldon (englisch: /mɔːldən/, regional auch /mɒldən/) ist eine Stadt am Ufer des Flusses Blackwater in der Grafschaft Essex in England. Sie ist der Sitz der Bezirksregierung des Districts Maldon. Im Jahr 2001 hatte die Stadt Maldon eine Bevölkerung von 20.731 und der District Maldon 59.418.

## Geschichte

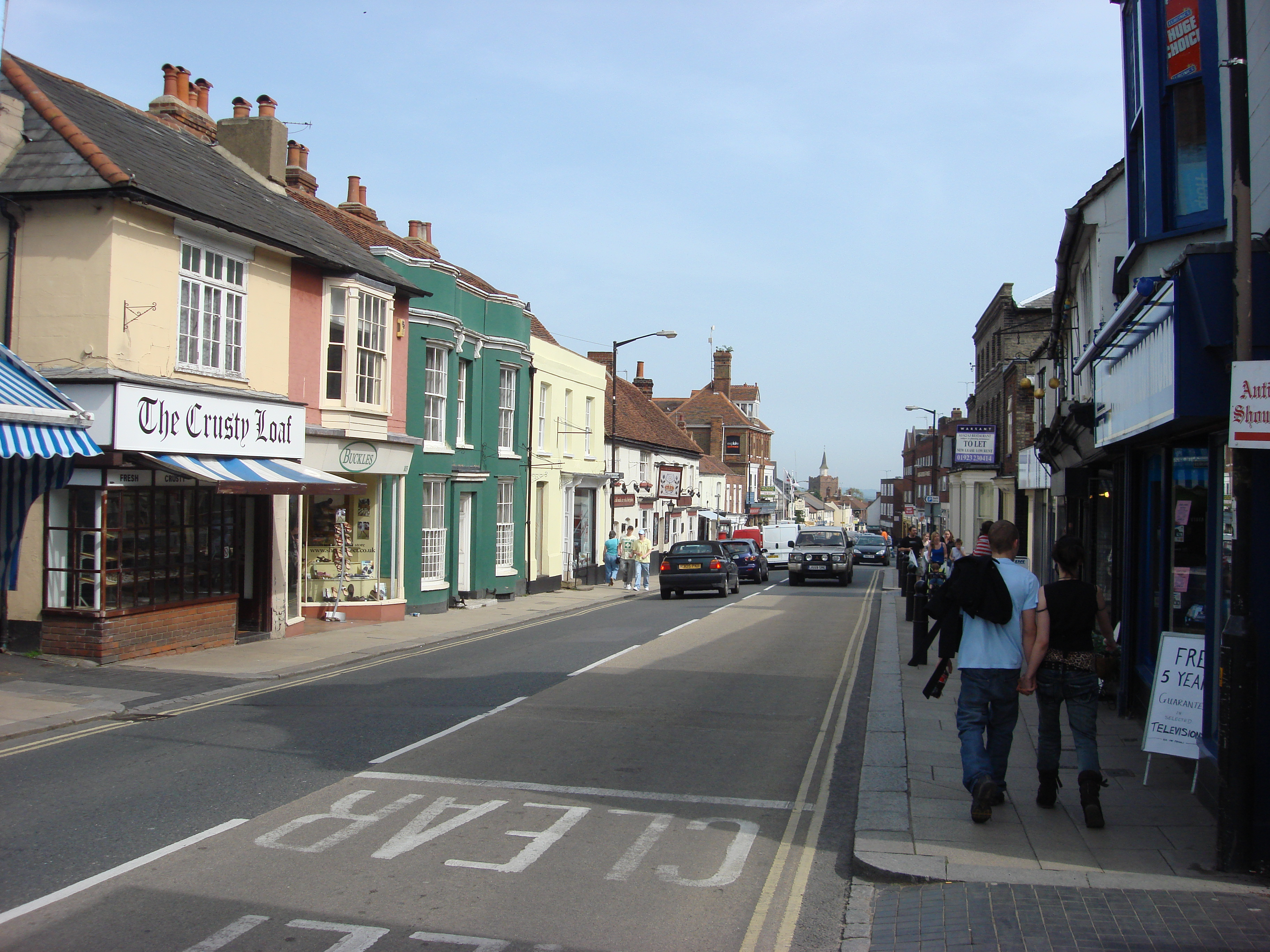
Maldon High Street

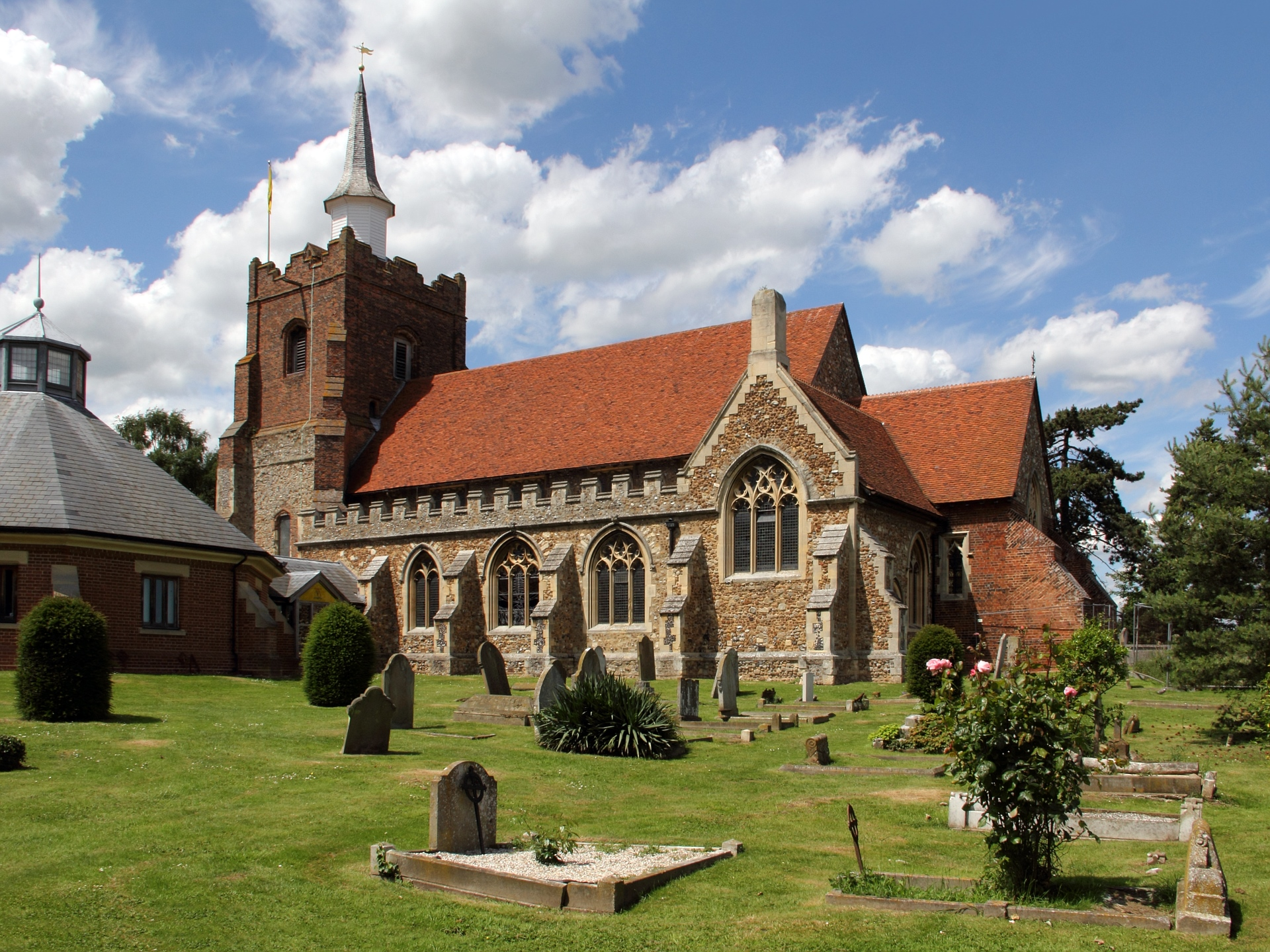
St Mary the Virgin in Maldon

Der Name der Stadt stammt von den altenglischen Wörtern mael (Versammlungsplatz) und dun (Hügel) ab, bedeutete also ursprünglich „Versammlungsplatz auf dem Hügel“. Sachsen siedelten im fünften Jahrhundert in diesem Gebiet; die Halbinsel Dengie im Süden der Stadt ist nach skandinavischen Siedlern benannt.
Im frühen Mittelalter wurde Maldon ein bedeutender angelsächsischer Hafen mit Anlegestellen und Handwerkervierteln. Mit archäologischen Funden kann der Import von Keramik in diesem Zeitraum belegt werden.
Ab 958 gab es in Maldon eine Münzprägeanstalt, die den angelsächsischen und frühen normannischen Königen diente.
Mit Colchester war Maldon eine von nur zwei Städten in Essex, und König Eduard der Ältere lebte dort, während er die skandinavischen Siedler bekämpfte, die den Norden von Essex und Teile von East Anglia überrannt hatten. Ein Überfall der Wikinger wurde 924 zurückgeschlagen, doch in einem weiteren Überfall 991 wurden die Verteidiger in der Schlacht von Maldon besiegt; daraufhin erhielten die Wikinger einen Tribut, doch gibt es keine Hinweise darauf, dass sie versuchten, die Stadt einzunehmen. Die Schlacht wurde in dem epischen Gedicht The Battle of Maldon verarbeitet.
Im Domesday Book ist eine Bevölkerungszahl von 180 Städtern für das Jahr 1086 festgehalten. Die Stadt hatte zu dieser Zeit noch seine Prägeanstalt und erhielt im Austausch gegen ein Streitross und ein Kriegsschiff vom König das Recht zur Selbstverwaltung. Das Kirchenschiff von St Mary the Virgin geht auf das Jahr 1130 zurück.  Die drei Gilden der Stadt führten aufwendige religiöse Theaterstücke auf, bis dies von den Puritanern 1576 verboten wurde. Bis 1630 führte man die Tradition mit professionellen Schauspielern fort, doch auch dies untersagten schließlich die Puritaner.
Im siebzehnten Jahrhundert gründete Thomas Plume die nach ihm benannte Plume Library, die über 7000 Bücher beherbergte, die zwischen 1470 und Plumes Tod 1704 gedruckt wurden. Plume ließ die St. Peter’s Church umbauen, um die Bibliothek und die Maldon Grammar School aufzunehmen; nur der Kirchturm mit dreieckigem Grundriss ist noch in seinem ursprünglichen Zustand.

## Wirtschaft und Verkehr

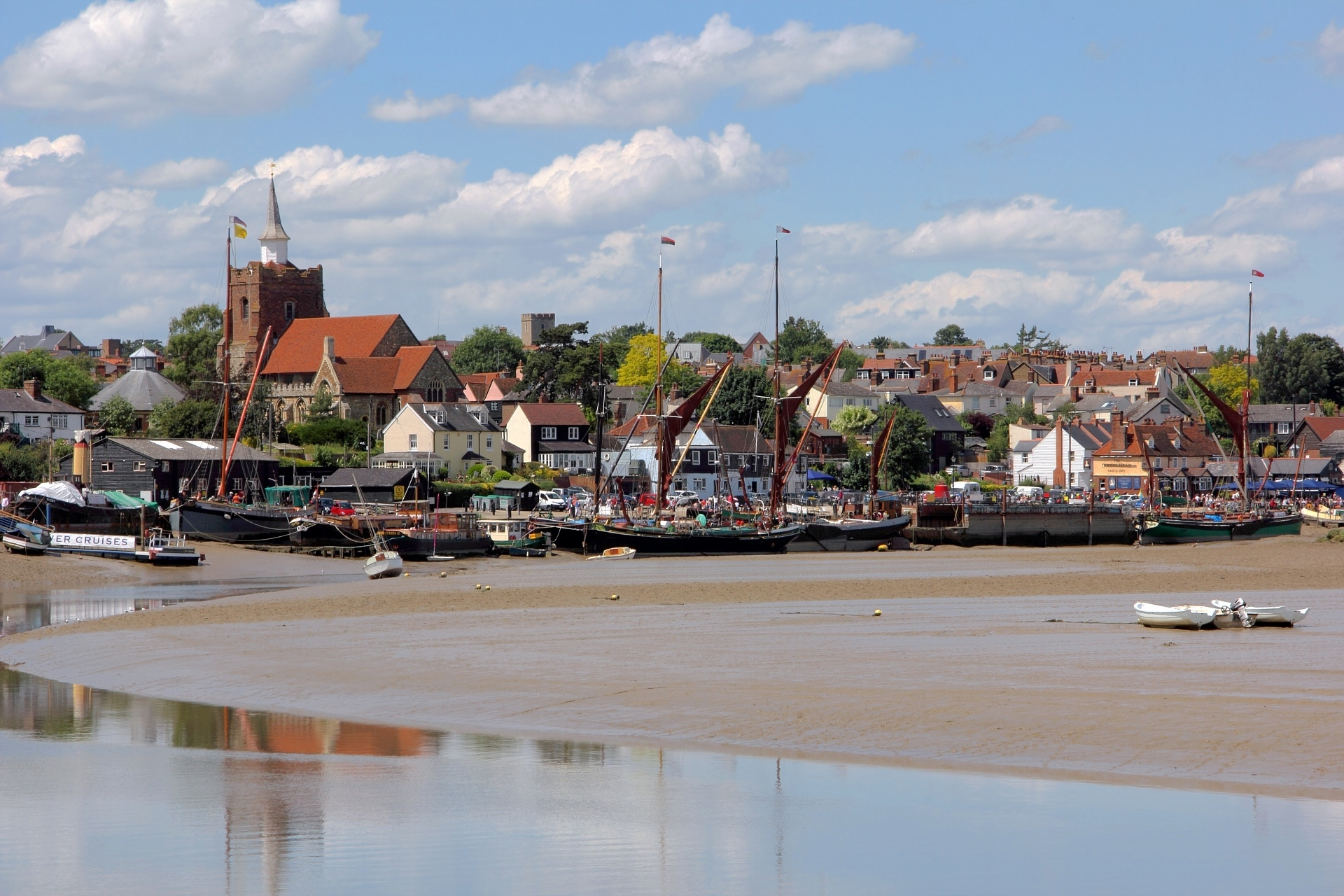
Hafen von Maldon

Mit dem Anschluss an das Eisenbahnnetz 1846 wurde Maldon über Witham an die Linie London – Ipswich angebunden. Später wurde eine zweite Strecke erbaut, die Maldon mit South Woodham Ferrers verband, das auf der Linie Southminster – Shenfield lag. Beide Eisenbahnstrecken wurden im 20. Jahrhundert geschlossen. Die nächsten Bahnhöfe liegen in den Orten Hatfield Peverel und Witham, etwa acht Kilometer von Maldon entfernt.
Der Hythe Quay in Maldon bietet einer Reihe historischer Thames Bargen einen Liegeplatz. Mit diesen segelnden Frachtschiffen wurden früher Waren nach London gebracht.
Seit 1882 gewinnt die Maldon Crystal Salt Company Ltd. in der Bucht von Maldon das wegen seines Geschmacks und seiner Flockenform besonders geschätzte Maldon Meersalz.

## Partnerstädte
Maldon listet folgende drei Partnerstädte auf:
| Stadt             | Land        |
| ----------------- | ----------- |
| Brest (seit 2012) | Belarus     |
| Cuijk             | Niederlande |
| Villeparisis      | Frankreich  |

## Persönlichkeiten
- John Strutt, 3. Baron Rayleigh (1842–1919), Physiker, Nobelpreisträger
- Peggy Musgrave (1924–2017), Finanzwissenschaftlerin
- Toby Wilkins (* 1972), Filmregisseur
- Adam Tanner (* 1973), Fußballspieler